# Perimede (Tochter des Aiolos)
Perimede (altgriechisch Περιμήδη Perimḗdē) ist in der griechischen Mythologie die Tochter der Enarete und des Aiolos, des Stammvaters der Aioler.
Sie hat sieben Brüder – Kretheus, Sisyphos, Athamas, Salmoneus, Deion, Magnes und Perieres – und vier Schwestern – Kanake, Alkyone, Peisidike und Kalyke. Gelegentlich werden zusätzlich die Schwestern Tanagra und Arne und die Brüder Makareus, Aethlios und Mimas genannt.
Mit Acheloos ist Perimede die Mutter des Orestes und des Hippodamas.